# (612891) 2004 TT357
(612891) 2004 TT357 est un objet transneptunien en résonance 2:5 avec Neptune découvert le 15 octobre 2004 par Marc William Buie.

## Caractéristiques
(612891) 2004 TT357 mesure environ 100 km de diamètre.
Selon une étude datée de juillet 2017 des astronomes Audrey Thirouin, Scott S. Sheppard et Keith S. Noll, il pourrait s'agir d'un binaire à contact.